# Viinijärvi
Der Viinijärvi ist ein See in der Gemeinde Polvijärvi in der Landschaft Nordkarelien im Osten Finnlands.
Der See hat eine Fläche von 134,91 km² und liegt auf einer Höhe von 78,8 m.
Am Südufer liegt der gleichnamige Ort Viinijärvi.
Der Taipaleenjoki entwässert den See zum südlich gelegenen Heposelkä, einem nördlichen Ausläufer des Orivesi.
Die größten Inseln im See sind Lapinsaari (106 ha), Karjalansaari (69 ha) und Kurvalansaari (66 ha). 